# طاق دلیکیت
طاق دلیکیت (به انگلیسی: Delicate Arch) یک طاق طبیعی در ایالات متحده آمریکا است که در شهرستان گرند، یوتا واقع شده‌است.